# World of Tanks Blitz
World of Tanks Blitz (zkráceně WoTB či WoT Blitz) je akční free-to-play videohra s tematikou tankových bitev. Stejně jako hra World of Tanks se jedná se o střílečku z pohledu třetí osoby určenou pro více hráčů. Hra je určena primárně pro mobilní zařízení. A proti World of Tanks má jednodušší grafiku a mechaniky. 
World of Tanks Blitz byla oznámena v květnu 2013 pro tablety a smartphony využívající Android a iOS.  Po měsících testování byla vydána v květnu 2014 v západní Evropě a 27. června 2014 v Severní Americe jen pro platformu iOS. Oficiální vydání pro Android přichází až 4. prosince 2014. Pro Microsoft Store je vydána 28. prosince 2015  A 9. listopadu 2016 vychází na platformě Steam.
Hra je dostupná zdarma s možností plateb za herní předměty, nebo urychlení herního postupu hráče. Hráč může za reálné peníze nakupovat prémiové a sběratelské tanky, herní měnu (zlaťáky), kosmetické vzhledy vozidel (příslušenství, kamufláže), vybavení a urychlovat získávání zkušeností vozidla a posádky. A to jednorázově pomocí nákupu v herním obchodu, nebo pomocí placeného prémiového passu nebo prémiového účtu, který lze získat i z různých akcí (eventů), či kontejnerů.
Hra je crossplatformní. Umožňuje komunikaci a hru hráčů mobilních platforem iOS, Android a PC dohromady. Aby nedocházelo k zvýhodnění hráčů používajících klávesnici a myš, umožňuje hra v nastavení blokovat hraní s těmito hráči. A spojí do skupiny hráče jen s dotykovým ovládáním.
Ke dni 1. května 2022 má hra na Google Play přes 100 milionů stažení.(K roku 2025 má hra 11 výročí(

## Klany a úroveň zásobování
Klany jsou a nemusí být pro hráče až tak důležité. Klany slouží k propojení komunity a seznámení se s dalšími hráči. Úroveň zásobování se vám vylepšuje během hraní. Pokud vaše úroveň zásobování dosáhne úrovně IX, je možnost používat kamufláž na jakýkoliv tank. Na tank se nanese za zlaťáky. Po získání úrovně X v zásobování je možnost koupě sovětského těžkého tanku na tieru 8 – IS-5. Na tier 8 je velmi levný, stojí jenom 1500 zlaťáků (průměrná cena tier 8 prémiového tanku je asi 8500–12500 zlaťáků, některé až 15000 zlaťáků).

## Vozidla
Hra, jako World of Tanks, obsahuje různá vozidla od první světové války, do sedmdesátých let minulého století. Od vozidel, které prošly několika vojenskými konflikty, přes různé prototypy až po moderní tanky, nikdy nevyrobená vozidla, která zůstala jen v plánech, či různá vozidla z komiksů, anime a jiných her. Proti World of Tanks je zde přibližně polovina vozidel, zcela chybí vozidla s kolovým podvozkem a dělostřelectvo. Vozidla jsou „tech tree“ vyzkoumatelná a prémiová. Stejně jako u World of Tanks je zde deset tříd (tierů) vozidel(I-X). U vozidel, která jsou obou verzích hry se mohou nepatrně lišit některé vlastnosti (např. damage, DPM) nebo jsou zařazeny do odlišné třídy.
Každé vozidlo má tzv. credit coefficient, který určuje, kolik vozidlo získává za bitvu kreditů. Prémiová vozidla obecně vydělávají více, obvykle 140-180% oproti podobným vyzkoumatelným nebo sběratelským vozidlům stejné třídy.

## Hratelné národy
Hra obsahuje vývojové stromy (tech tree) vozidel Německa, Velké Británie, USA, SSSR, Číny, Japonska a Francie. Dále smíšený Evropský strom. Ten obsahujíce mix strojů Finska (jen jeden), Polska, Švédska, Itálie a Československa. A bez vývojového stromu je skupina vozidel Hybridní národ, Austrálie a Kanady. Austrálie a Kanada obsahují různá prémiová unikátní vozidla z doby 2. světové války, a Hybridní národ obsahuje vozidla odkazující k filmům, jiným videohrám, nebo anime. Tyto vozidla si hráč může koupit, nebo je lze vyhrát v  mnoha  událostích či eventech.

## Typy bitev
- Běžná bitva – Tento typ bitvy obsahuje 2 různé režimy; Střetnutí a Nadvláda, kde na každé straně je 7 hráčů. Hráči jsou náhodně namixovaní, výsledek se nezapočítává do hodnocení v žebříčku úspěšnosti hráčů. Ve střetnutí se úkolem hráčů zničit všechna nepřátelská vozidla, nebo obsadit základnu nacházející se uprostřed mapy. V Nadvládě je úkolem hráčů zničit všechna nepřátelská vozidla nebo obsazovat základny, kterých je na rozdíl od módu střetnutí více. Z těch budou dostávat body. Po získání 1000 bodů vyhraje jeden z týmů. Pokud žádný z týmů nezíská v limitu sedmi minut 1000 bodů, vyhrává tým, který má po timeoutu nejvíce bodů.
- Hodnocená – V tomto typu bitvy je na každé straně sedm hráčů. Hráči jsou vybráni podle hodnocení, výsledek se započítává do hodnocení v žebříčku úspěšnosti hráčů. Existuje Stříbrná liga, Zlatá liga, Platinová liga a Diamantová liga.
- Událostní módy – Módy: Burning Games, Mad Games, Vzkříšení, Gravitační síla, Šarvátka, Big Boss a Gravitační Vzkříšení
- Šarvátka – Menší střetnutí na menších mapách, kde na každé straně je 5 hráčů.
- Burning Games – Nadvláda, kde na každé straně je 7 hráčů. Tanku postupně ubývají životy (HP) po 5%. Za každou obsazenou základnu dostane trochou HP zpět a bude ubývat život o 1% méně. Pokud budou obsazené 3 základny 1ním týmem, teamu budou ubývat jen 2% HP. Jsou tu 2 symboly srdce, což znamená že 1x můžete umřít a můžete hrát dál. Za smrt máte větší poškození a rychlejší nabíjení. Náročná pro nezkušené hráče.
- Mad Games – Nejstarší herní mód ve hře. 7 proti 7. Každý tank má jiná „kouzla“ (spelly). Například neviditelnost, vysokou rychlost a mnoho dalších. Pasivní jako třeba: uzdravování spoluhráčů, menší poškození do vašeho tanku atd. Obsahuje též speciální pouštní mapu jen pro tento herní mód.
- Vzkříšení – 7 proti 7. Za hraní tohoto módu sbíráte kapky krve a tím si po každé smrti můžete koupit až tři schopnosti. Máte 3 životy což znamená že 2x můžete umřít.
- Gravitační síla – 7 proti 7. Snížená gravitace a 2 speciální „vesmírné“ mapy určené jen pro tento herní mód.
- Velký Šéf – 7 proti 7. Hráči dostanou speciální  schopnosti, se kterými (až na Bosse) mají nekonečno srdíček. Pro spell s Bossem jsou tu 3 srdíčka, což znamená že 2x můžete umřít a můžete hrát dál. Pokud boss zemře, nepřátelský tým okamžitě dostane 5 bodů. Cílem týmu je za zabíjení získání 30 bodů. Boss má 4x více HP a jednou za čas má megastřelu.
- Gravitační Vzkříšení – 7 proti 7. Kombinace Gravitační síly a Vzkříšení.
- 10 proti 10 – 10 proti 10 na vybraných mapách. Náročná pro nezkušené hráče.